# Mi hermana invisible
Mi hermana invisible (en inglés: Invisible Sister) es una Película Original de Disney Channel de 2015. Dirigida por Paul Hoen y protagonizada por Rowan Blanchard y Paris Berelc. Está basada en el libro My Invisible Sister de Beatrice Colin y Sara Pinto.
La película trata de una estudiante que convierte a su hermana mayor en invisible a raíz de un fallido proyecto de ciencias. 
Se estrenó el 9 de octubre de 2015 en Estados Unidos, el 10 de enero de 2016 en Latinoamérica y el 19 de febrero de 2016 en España.

## Sinopsis
Cleo (Rowan Blanchard) es una chica adolescente que siempre vive a la sombra de su hermana mayor popular, Molly (Paris Berelc). Su hermana es la chica más popular en la escuela, pero Cleo es prácticamente Invisible, una excelente estudiante, pero es introvertida, algo sarcástica y cínica.
Con el fin de hacer que Cleo se desafiara a sí misma, su profesor de ciencias, el Sr. Perkins (Alex Désert), rechaza la propuesta original de Cleo para un proyecto de ciencias y en su lugar le da una tarea mucho más difícil; para determinar la composición de una solución, luego convertirla en cristales transparentes. La tarea vale la mitad de su calificación, con el fin de que Cleo trabaje más duro. Luego se encuentra con George (Karan Brar) y el le dice que la ayudará con su proyecto.
Esa noche los padres de Cleo y Molly no estaban en casa y Molly está teniendo una fiesta. Como Cleo y George trabajan en un cuarto solos, una polilla vuela, y con el humo de la mezcla Cleo se da cuenta de que la polilla se está volviendo invisible y esta derrama accidentalmente todas las sustancias químicas que se encontraban en la mesa donde Cleo trabajaba. Cleo trata de atrapar la polilla invisible pero esta se escapa. Más tarde esa noche, la polilla invisible se siente atraída por la luz en el baño, donde Molly se está preparando jengibre efervescente para poder dormir. La polilla cae por accidente en la taza que Molly estaba por tomar y ella se va a dormir sin saber que la mañana siguiente sería invisible.

## Reparto
- Rowan Blanchard es Cleo.
- Paris Berelc es Molly.
- Karan Brar es George.
- Rachel Crow es Nikki.
- Austin Fryberger es Coug.
- Will Meyers es Carter.
- Alex Désert es Sr. Perkins

## Producción
La película fue anunciada oficialmente el 9 de enero de 2015, junto con el fichaje de Paris Berelc y Rowan Blanchard como Molly y Cleo. El 27 de febrero, Karan Brar, Rachel Crow, y Austin Fryberger se unieron al elenco como George, Nikki y Coug. El rodaje inició en febrero de 2015 y finalizó en abril de 2015 en Nueva Orleans.

## Recepción
La película fue vista por 9,73 millones de espectadores en su estreno, convirtiéndose en la tercera emisión más vista de cable de la noche. Una repetición de la película transmitida a la mañana siguiente recibió 6,39 millones de espectadores.